# Hermann Schmidt (Autor)
Hermann Schmidt (* 1949 in Eckelshausen; † 13. April 2025) war ein deutscher Verlagsmanager und Autor.

## Leben
Schmidt war bis September 2011 langjähriger Geschäftsführer des Jahreszeiten Verlages sowie Vorstandsmitglied im Verband Deutscher Zeitschriftenverleger. Er war zudem bis zum Jahr 2011 erster Vorsitzender des Arbeitskreises Mittelständischer Verlage e.V. (AMV). Schmidt arbeitete auch als freier Autor. Er veröffentlichte Biografien und Bücher über Fußball. Schmidt starb am 13. April 2025 an den Folgen eines Herzinfarktes.

## Werke
- Literatour. Eine Reise durch die wunderbare Welt der Bücher. Hoffmann und Campe, Hamburg 2022, ISBN 978-3-455-01496-9.
- Männer trinken keine Fanta. Eisenfüße, Laufwunder und andere Originale der Bundesliga. arete Verlag, Hildesheim 2020, ISBN 978-3964230478.
- Legenden des FC St. Pauli 1910. Männer, Mythen und Malheure. arete Verlag, Hildesheim 2020, ISBN 978-3-96423-037-9.
- mit Miriam Bernhardt: Manfred Bissinger. Der Meinungsmacher. Eine biografische Spurensuche. Verlag Berg & Feierabend, Berlin 2019, ISBN 978-3-948272-01-2.
- mit Miriam Bernhardt: Der stille Visionär. Verleger Thomas Ganske. New Business Verlag, Hamburg 2018, ISBN 978-3-936182-62-0.
- mit Miriam Bernhardt: Trainerlexikon. Die Bundesligatrainer von 1963 bis heute. J.P. Bachem Verlag, Köln 2017, ISBN 978-3-7616-3180-5.
- Wolfgang Overath. Der Spielmacher. J.P. Bachem Verlag, Köln 2016, ISBN 978-3-7616-3042-6.
- Fischbach mein Fischbach. Eine Kindheit an der Lahn. Tom2M - Thomas Meggle Medien, Elmshorn 2013, ISBN 978-3-9814082-2-5.
- Wir kommen wieder! Mit dem FC St. Pauli durch die Bundesliga. Verlag Die Werkstatt, Göttingen 2011, ISBN 978-3-89533-832-8.
- FC St. Pauli. Der Kampf geht weiter. Neues aus dem Leben eines Fans. Verlag Die Werkstatt, Göttingen 2009, ISBN 978-3-89533-674-4.
- Linksaußen. Die besten Flügelflitzer der Fußballgeschichte. Verlag Die Werkstatt, Göttingen 2014, ISBN 978-3-7307-0092-1.
- Zauber am Millerntor. Aus dem Leben eines FC-St.-Pauli-Fans. Verlag Die Werkstatt, Göttingen 2007, ISBN 978-3-89533-595-2.
- Fabian Boll. Das Herz von St. Pauli. Verlag Die Werkstatt, Göttingen 2012, ISBN 978-3-89533-909-7.
- Meronis Sommer. Sachsenbuch, Leipzig 1995, ISBN 3-910148-98-0.
- Bilder aus Fischbach. Sachsenbuch, Leipzig 1991, ISBN 3-910148-34-4.